# Lista de prêmios e indicações recebidos por Nicole Kidman
Esta é uma lista de prêmios e indicações recebidos pela atriz australiana Nicole Kidman . Entre seus prêmios, Kidman ganhou três Globos de Ouro, um British Academy Film Award e um Oscar. Ela é a primeira atriz australiana a ganhar o Oscar de Melhor Atriz.
Em 2003, Kidman recebeu uma estrela no Hollywood Walk of Fame. Além de seu Oscar 2003 de Melhor Atriz, Kidman recebeu os prêmios de, Melhor Atriz no Globo de Ouro, no Australian Film Institute, Blockbuster Entertainment Awards, Empire Awards, Satellite Awards, Hollywood Film Festival, London Critics awards, Russian Guild of Film Critics e Southeastern Film Association. Ela também recebeu o reconhecimento da Associação Nacional dos Proprietários de Teatro na convenção ShoWest, em 1992, como a estrela feminina do Amanhã e em 2002 para uma Década Distinguished Achievement in Film de.

## Prêmios e Indicações

#### Oscar
| Ano  | Categoria                | Filme              | Notas    |
| ---- | ------------------------ | ------------------ | -------- |
| 2002 | Melhor Atriz             | Moulin Rouge!      | Indicado |
| 2003 | Melhor Atriz             | The Hours          | Venceu   |
| 2011 | Melhor Atriz             | Rabbit Hole        | Indicado |
| 2017 | Melhor Atriz Coadjuvante | Lion               | Indicado |
| 2022 | Melhor Atriz             | Being the Ricardos | Indicado |

#### Emmy Awards
| ano  | Categoria                               | Filme                | Resultado |
| ---- | --------------------------------------- | -------------------- | --------- |
| 2012 | Melhor Atriz em Minissérie ou Telefilme | Hemingway & Gellhorn | Indicado  |
| 2017 | Melhor Atriz em Minissérie ou Telefilme | Big Little Lies      | Venceu    |
| 2017 | Melhor Minissérie                       | Big Little Lies      | Venceu    |

#### Globos de Ouro
| Ano  | Categoria                                   | Indicação            | Notas    |
| ---- | ------------------------------------------- | -------------------- | -------- |
| 1992 | Melhor Atriz Coadjuvante em Cinema          | Billy Bathgate       | Indicado |
| 1996 | Melhor Atriz em Cinema - Comédia ou Musical | To Die For           | Venceu   |
| 2002 | Melhor Atriz em Cinema - Comédia ou Musical | Moulin Rouge!        | Venceu   |
| 2002 | Melhor Atriz em Cinema - Drama              | The Others           | Indicado |
| 2003 | Melhor Atriz em Cinema - Drama              | The Hours            | Venceu   |
| 2004 | Melhor Atriz em Cinema - Drama              | Cold Mountain        | Indicado |
| 2005 | Melhor Atriz em Cinema - Drama              | Birth                | Indicado |
| 2011 | Melhor Atriz em Cinema - Drama              | Rabbit Hole          | Indicado |
| 2013 | Melhor Atriz Coadjuvante em Cinema          | The Paperboy         | Indicado |
| 2013 | Melhor Atriz em Minissérie ou Telefilme     | Hemingway & Gellhorn | Indicado |
| 2017 | Melhor Atriz Coadjuvante em Cinema          | Lion                 | Indicado |
| 2018 | Melhor Atriz em Minissérie ou Telefilme     | Big Little Lies      | Venceu   |
| 2018 | Melhor Minissérie ou Telefilme              | Big Little Lies      | Venceu   |
| 2019 | Melhor Atriz em Cinema - Drama              | Destroyer            | Indicado |
| 2020 | Melhor Atriz em Série Dramática             | Big Little Lies      | Indicado |
| 2020 | Melhor Série Dramática                      | Big Little Lies      | Indicado |
| 2021 | Melhor Atriz em Minissérie ou Telefilme     | The Undoing          | Indicado |
| 2022 | Melhor Atriz em Cinema - Drama              | Being the Ricardos   | Venceu   |
| 2025 | Melhor Atriz em Cinema - Drama              | Babygirl             | Indicado |

#### Urso de Prata
| Ano  | Categoria    | Filme     | Notas  |
| ---- | ------------ | --------- | ------ |
| 2002 | Melhor Atriz | The Hours | Venceu |

#### Critics' Choice Movie and Television Awards
| Ano  | Categoria                                              | Filme                | Notas    |
| ---- | ------------------------------------------------------ | -------------------- | -------- |
| 1996 | Melhor Atriz                                           | To Die For           | Venceu   |
| 2002 | Melhor Atriz                                           | Moulin Rouge!        | Indicado |
| 2003 | Melhor Atriz                                           | The Hours            | Indicado |
| 2003 | Melhor Elenco                                          | The Hours            | Indicado |
| 2004 | Melhor Atriz                                           | Cold Mountain        | Indicado |
| 2011 | Melhor Atriz                                           | Rabbit Hole          | Indicado |
| 2017 | Melhor Atriz Coadjuvante                               | Lion                 | Indicado |
| 2018 | Melhor Atriz em Minissérie ou Telefilme                | Big Little Lies      | Venceu   |
| 2018 | Melhor Minissérie ou Telefilme                         | Big Little Lies      | Venceu   |
| 2019 | Melhor Atriz Coadjuvante em Cinema                     | Boy Erased           | Indicado |
| 2020 | Melhor Atriz em Série Dramática                        | Big Little Lies      | Indicado |
| 2022 | Melhor Atriz                                           | Being the Ricardos   | Indicado |
| 2024 | Melhor Atriz em Série de Ação, Minissérie ou Telefilme | Special Ops: Lioness | Indicado |
| 2025 | Melhor Atriz Coadjuvante em Série Dramática            | Special Ops: Lioness | Indicado |

#### BAFTA
| Ano  | Categoria                | Indicação  | Notas    |
| ---- | ------------------------ | ---------- | -------- |
| 1996 | Melhor Atriz             | To Die For | Indicado |
| 2002 | Melhor Atriz             | The Others | Indicado |
| 2003 | Melhor Atriz             | The Hours  | Venceu   |
| 2017 | Melhor Atriz Coadjuvante | Lion       | Indicado |

#### SAG Awards
| Ano  | Categoria                               | Indicação            | Notas    |
| ---- | --------------------------------------- | -------------------- | -------- |
| 2002 | Melhor Elenco em Cinema                 | Moulin Rouge!        | Indicado |
| 2003 | Melhor Elenco em Cinema                 | The Hours            | Indicado |
| 2003 | Melhor Atriz Principal                  | The Hours            | Indicado |
| 2010 | Melhor Elenco em Cinema                 | Nine                 | Indicado |
| 2011 | Melhor Atriz Principal                  | Rabbit Hole          | Indicado |
| 2013 | Melhor Atriz em Minissérie ou Telefilme | Hemingway & Gellhorn | Indicado |
| 2013 | Melhor Atriz Coadjuvante                | The Paperboy         | Indicado |
| 2015 | Melhor Atriz em Minissérie ou Telefilme | Grace of Monaco      | Indicado |
| 2017 | Melhor Atriz Coadjuvante                | Lion                 | Indicado |
| 2018 | Melhor Atriz em Minissérie ou Telefilme | Big Little Lies      | Venceu   |
| 2020 | Melhor Elenco em Série Dramática        | Big Little Lies      | Indicado |
| 2020 | Melhor Elenco em Cinema                 | Bombshell            | Indicado |
| 2020 | Melhor Atriz Coadjuvante                | Bombshell            | Indicado |
| 2021 | Melhor Atriz em Minissérie ou Telefilme | The Undoing          | Indicado |
| 2022 | Melhor Atriz Principal                  | Being the Ricardos   | Indicado |

#### Saturn Awards
| ano  | Category     | filme        | resultado |
| ---- | ------------ | ------------ | --------- |
| 1991 | Melhor Atriz | Dead Calm    | Indicado  |
| 1996 | Melhor Atriz | To Die For   | Indicado  |
| 2002 | Melhor Atriz | The Others   | Venceu    |
| 2005 | Melhor Atriz | Birth        | Indicado  |
| 2013 | Melhor Atriz | The Paperboy | Indicado  |

#### Satellite Awards
| ano  | categoria                                   | Filme                  | Resultado |
| ---- | ------------------------------------------- | ---------------------- | --------- |
| 2000 | Melhor Atriz em Filme Dramático             | Eyes Wide Shut         | Indicado  |
| 2002 | Melhor Atriz em Filme Dramático             | The Others             | Indicado  |
| 2002 | Melhor Atriz em Filme de Comédia ou Musical | Moulin Rouge!          | Venceu    |
| 2003 | Melhor Atriz em Filme Dramático             | The Hours              | Indicado  |
| 2008 | Melhor Atriz em Filme de Comédia ou Musical | Margot at the Wedding  | Indicado  |
| 2010 | Melhor Elenco                               | Nine                   | Venceu    |
| 2011 | Melhor Atriz em Filme Dramático             | Rabbit Hole            | Indicado  |
| 2013 | Melhor Atriz em Minissérie ou Telefilme     | Hemingway & Gellhorn   | Indicado  |
| 2017 | Melhor Atriz Coadjuvante em Cinema          | Lion                   | Indicado  |
| 2018 | Melhor Atriz em Minissérie ou Telefilme     | Big Little Lies        | Venceu    |
| 2019 | Melhor Atriz em Filme Dramático             | Destroyer              | Indicado  |
| 2019 | Melhor Atriz Coadjuvante em Cinema          | Boy Erased             | Indicado  |
| 2020 | Melhor Atriz Coadjuvante em Cinema          | Bombshell              | Indicado  |
| 2021 | Melhor Atriz Coadjuvante em Cinema          | The Prom               | Indicado  |
| 2021 | Melhor Atriz em Minissérie ou Telefilme     | The Undoing            | Indicado  |
| 2022 | Melhor Atriz em Filme Dramático             | Being the Ricardos     | Indicado  |
| 2022 | Melhor Atriz em Série Dramática             | Nine Perfect Strangers | Indicado  |
| 2025 | Melhor Atriz em Filme Dramático             | Babygirl               | Pendente  |
| 2025 | Melhor Atriz em Minissérie ou Telefilme     | Expats                 | Pendente  |

#### Prêmios da Critica
| Year | Nominated work         | Award                                                                 | Result    |
| ---- | ---------------------- | --------------------------------------------------------------------- | --------- |
| 1995 | To Die For             | Boston Society of Film Critics Award for Best Actress                 | Venceu    |
| 1995 | To Die For             | London Film Critics Circle Award for Actress of the Year              | Venceu    |
| 1995 | To Die For             | Southeastern Film Critics Association Award for Best Actress          | Venceu    |
| 1995 | To Die For             | New York Film Critics Circle Award for Best Actress                   | 4th Place |
| 1996 | The Portrait of a Lady | New York Film Critics Circle Award for Best Actress                   | 3rd Place |
| 2001 | Moulin Rouge!          | Dallas-Fort Worth Film Critics Association Award for Best Actress     | 3rd Place |
| 2001 | Moulin Rouge!          | Film Critics Circle of Australia Award for Best Actress               | Indicado  |
| 2001 | Moulin Rouge!          | Las Vegas Film Critics Society Award for Best Actress                 | Indicado  |
| 2001 | Moulin Rouge!          | London Film Critics Circle Award for Actress of the Year              | Venceu    |
| 2001 | The Others             | London Film Critics Circle Award for Actress of the Year              | Venceu    |
| 2001 | The Others             | Kansas City Film Critics Circle Award for Best Actress                | Venceu    |
| 2001 | The Others             | Online Film Critics Society Award for Best Actress                    | Indicado  |
| 2001 | The Others             | Russian Guild of Film Critics Award for Best Foreign Actress          | Indicado  |
| 2001 | The Others             | Phoenix Film Critics Society Award for Best Actress                   | Indicado  |
| 2002 | The Hours              | Phoenix Film Critics Society Award for Best Actress                   | Indicado  |
| 2002 | The Hours              | Phoenix Film Critics Society Award for Best Cast                      | Indicado  |
| 2002 | The Hours              | Las Vegas Film Critics Society Award for Best Actress                 | Venceu    |
| 2002 | The Hours              | Seattle Film Critics Award for Best Actress                           | 2nd Place |
| 2002 | The Hours              | Southeastern Film Critics Association Award for Best Actress          | 2nd Place |
| 2002 | The Hours              | Vancouver Film Critics Circle Award for Best Actress                  | 2nd Place |
| 2002 | The Hours              | Chicago Film Critics Association Award for Best Actress               | Indicado  |
| 2002 | The Hours              | Dallas-Fort Worth Film Critics Association Award for Best Actress     | Indicado  |
| 2003 | Cold Mountain          | Dallas-Fort Worth Film Critics Association Award for Best Actress     | 2nd Place |
| 2003 | Cold Mountain          | Las Vegas Film Critics Society Award for Best Actress                 | Indicado  |
| 2003 | Cold Mountain          | London Film Critics Circle Award for Actress of the Year              | Indicado  |
| 2003 | Dogville               | Russian Guild of Film Critics Award for Best Foreign Actress          | Venceu    |
| 2004 | Birth                  | London Film Critics Circle Award for Actress of the Year              | Indicado  |
| 2006 | Happy Feet             | Women Film Critics Circle Award for Best Animated Female              | Venceu    |
| 2009 | Nine                   | Washington D.C. Area Film Critics Association Award for Best Ensemble | Indicado  |
| 2010 | Rabbit Hole            | Washington D.C. Area Film Critics Association Award for Best Actress  | Indicado  |
| 2010 | Rabbit Hole            | Dallas-Fort Worth Film Critics Association Award for Best Actress     | 3rd Place |
| 2010 | Rabbit Hole            | Alliance of Women Film Journalists Award for Best Actress             | Indicado  |
| 2010 | Rabbit Hole            | Detroit Film Critics Society Award for Best Actress                   | Indicado  |
| 2010 | Rabbit Hole            | Houston Film Critics Society Award for Best Actress                   | Indicado  |
| 2010 | Rabbit Hole            | Las Vegas Film Critics Society Award for Best Actress                 | Indicado  |
| 2010 | Rabbit Hole            | Online Film Critics Society Award for Best Actress                    | Indicado  |
| 2010 | Rabbit Hole            | St. Louis Gateway Film Critics Association Award for Best Actress     | Indicado  |
| 2010 | Rabbit Hole            | Utah Film Critics Association Award for Best Actress                  | Indicado  |
| 2012 | The Paperboy           | Portuguese Online Critics Circle Award for Best Supporting Actress    | Indicado  |
| 2013 | The Railway Man        | Australian Film Critics Association Award for Best Actress            | Venceu    |
| 2013 | The Railway Man        | Film Critics Circle of Australia Award for Best Actress               | Indicado  |

### Prêmios de Festival
| Ano  | Nomeada                                  | Prêmio                                                                                  | Resultado |
| ---- | ---------------------------------------- | --------------------------------------------------------------------------------------- | --------- |
| 1995 | To Die For                               | Seattle International Film Festival Golden Space Needle Award for Best Actress          | Venceu    |
| 2001 | Birthday Girl, Moulin Rouge!, The Others | Hollywood Film Festival Award for Best Actress                                          | Venceu    |
| 2003 | The Hours                                | Berlin International Film Festival Silver Bear Award for Best Actress                   | Venceu    |
| 2005 | Herself                                  | Palm Springs International Film Festival Chairman's Award                               | Venceu    |
| 2010 | Rabbit Hole                              | Heartland Film Festival Truly Moving Picture Award                                      | Venceu    |
| 2011 | Herself                                  | Santa Barbara International Film Festival Cinema Vanguard Award                         | Venceu    |
| 2012 | Herself                                  | New York Film Festival Career Tribute Award                                             | Venceu    |
| 2014 | Herself                                  | Shanghai International Film Festival Award for Outstanding Contribution to World Cinema | Venceu    |